# Leandro Ribera Abad
Leandro Ribera Abad (Barcellona, 27 agosto 1934 – Barcellona, 7 giugno 2016) è stato un pallanuotista spagnolo.

## Carriera
Era un atleta del Club Natació Barcelona. 
Ha partecipato ai Giochi di Helsinki 1952, nei quali si classificò all'8º posto.
Ha vinto 1 oro ai I Giochi del Mediterraneo, ed 1 bronzo ai II Giochi del Mediterraneo.